# Hesperis hyrcana
Hesperis hyrcana är en korsblommig växtart som beskrevs av Joseph Friedrich Nicolaus Bornmüller och Erwin Gauba. Hesperis hyrcana ingår i släktet hesperisar, och familjen korsblommiga växter. Inga underarter finns listade i Catalogue of Life.